# Patrick Bona
Patrick Bona (* 14. Februar 1981 in Bozen, Südtirol) ist ein ehemaliger italienischer Eishockeyspieler, der über viele Jahre beim italienischen Erstligisten HC Pustertal unter Vertrag stand. Seit 2021 ist er sportlicher Leiter des Clubs aus Bruneck.

## Karriere
Patrick Bona begann seine Karriere als Eishockeyspieler beim HC Pustertal, für den er von 1997 bis 1999 in der Serie A1 aktiv war. Anschließend wechselte er für ein Jahr zum HC Maran Junior. Anschließend spielte er zwei Saisonen für den Zweitligisten WSV Sterzing, bevor er 2002 wiederum zum HC Meran Junior wechselte. Ein Jahr später versuchte es Patrick Bona im Ausland: er wurde bei Brest Albatros Hockey in der Super 16 (heutige Ligue Magnus), der höchsten französischen Spielklasse, unter Vertrag genommen. Doch bereits nach 12 Spielen in Frankreich kehrte er zurück nach Italien, wo er ein Jahr für den SV Ritten stürmte. Im Jahr 2004 kehrte Patrick Bona zu seinem Heimatverein zurück und machte sich im Laufe der Jahre zum Stammpersonal dieser Mannschaft. 2011 gewann er mit dem HC Pustertal die Coppa Italia und die Supercoppa Italiana sowie 2014 und 2016 erneut die Supercoppa.
Zur Saison 2018/19 wechselte Bona zum italienischen Zweitligisten HC Falcons Brixen und beendete dort etwa 2021 seine Spielerkarriere. Seit 2020 gehört er zur sportlichen Leitung des Clubs, der 2021 in die ICE Hockey League aufgenommen wurde.

### International
Für Italien nahm Bona an der U18-B-Europameisterschaft 1998, der U18-Junioren-B-Weltmeisterschaft 1999, sowie der U20-Junioren-C-Weltmeisterschaft 1999 teil. Des Weiteren stand er im Aufgebot Italiens bei der U20-Junioren-B-Weltmeisterschaft 2000 und nach Umstellung auf das heutige Divisionensystem bei der U20-Weltmeisterschaft der Division I 2001.
In der Spielzeit 2009/10 debütierte Bona in der italienischen Herren-Auswahl, für die er erstmals bei den Titelkämpfen 2014 an einer Weltmeisterschaft teilnahm, dort aber nur ein Spiel absolvierte.

## Erfolge und Auszeichnungen
- 1999 Aufstieg in die B-Gruppe bei der U20-Junioren-C-Weltmeisterschaft
- 2011 Vizemeister der Serie A1 mit dem HC Pustertal
- 2011 Sieger Coppa Italia und Supercoppa Italiana mit dem HC Pustertal
- 2012 Vizemeister der Serie A1 mit dem HC Pustertal
- 2014 Vizemeister der Serie A1 mit dem HC Pustertal
- 2014 Sieger der Supercoppa Italiana mit dem HC Pustertal
- 2016 Sieger der Supercoppa Italiana mit den HC Pustertal

## Karrierestatistik
(Legende zur Spielerstatistik: Sp oder GP = absolvierte Spiele; T oder G = erzielte Tore; V oder A = erzielte Assists; Pkt oder Pts = erzielte Scorerpunkte; SM oder PIM = erhaltene Strafminuten; +/− = Plus/Minus-Bilanz; PP = erzielte Überzahltore; SH = erzielte Unterzahltore; GW = erzielte Siegtore; 1 Play-downs/Relegation; Kursiv: Statistik nicht vollständig)